# Son Tae-young
Son Tae-young (19 de agosto de 1980) es una actriz y ex Miss Corea.

## Vida personal
Estuvo saliendo con el compositor Joo Young-hoon,los actores Shin Hyun-joon y Yoon Tae-young,el cantante Tim y el director musical Cool K.
Se casó con el actor Kwon Sang-woo en el Shilla Hotel el 28 de septiembre de 2008.El 6 de febrero de 2009 dio a luz a un hijo, bautizado como Luke Su segundo hijo una niña nació el 10 de enero de 2015.

## Filmografía

### Serie de televisión
| Año  | Título                                     | Rol                 | Red       |
| ---- | ------------------------------------------ | ------------------- | --------- |
| 2001 | Pure Heart                                 | Cha Da-hye          | KBS2      |
| 2002 | Remember                                   | Shin Ji-eun         | MBC       |
| 2003 | One Million Roses                          | Park Hye-ran        | KBS2      |
| 2004 | Banjun Drama "Romance Solver"              |                     |           |
| 2004 | Banjun Drama "Cute Hostage"                |                     |           |
| 2005 | Marrying a Millionaire                     | Jung Soo-min        | SBS       |
| 2006 | Yeon Gaesomun                              | Hong Bol-hwa        | SBS       |
| 2006 | Freeze                                     | Ehwa                | CGV       |
| 2007 | I Am Sam                                   | Shin So-yi          | KBS2      |
| 2008 | Drama City "Love Hunt, Thirty Minus Three" | Yi-kyung            | KBS2      |
| 2008 | Iljimae                                    | Lee Yeon            | SBS       |
| 2009 | Two Wives                                  | Han Ji-sook         | SBS       |
| 2013 | Queen of Ambition                          | (cameo, episodio 2) | SBS       |
| 2013 | You Are the Best!                          | Lee Hye-shin        | KBS2      |
| 2014 | Into the Flames                            | Kumiko              | TV Chosun |
| 2016 | The K2                                     | Uhm Hye-rin         | tvN       |
| 2017 | You Are Too Much                           | Hong Yoon-hee       | MBC       |

### Cine
| Año  | Título              | Rol           | Notas                             |
| ---- | ------------------- | ------------- | --------------------------------- |
| 2003 | My Daddy            | cameo         | Cortometraje                      |
| 2004 | Ghost House         | Soo-kyung     |                                   |
| 2005 | Sad Movie           | Choi Suk-hyun |                                   |
| 2006 | 3 Colors Love Story | Yoo-mi        | segmento: "I Can Hear the Memory" |
| 2007 | The Railroad        | Lee Han-na    |                                   |
| 2008 | Crazy Waiting       | Kim Hyo-jung  |                                   |
| 2014 | Love War            |               |                                   |